# Une beauté russe
Une beauté russe est une courte nouvelle de Vladimir Nabokov.
Comme toute la production « pré-américaine » de Nabokov, cette œuvre parut sous le pseudonyme de « Sirine ». Elle fut d'abord publiée le 18 août 1934 en russe sous le titre « Красавица » dans Последние Новости, une revue russe de Paris. Nabokov publia une version en anglais, A Russian Beauty, en avril 1973. La première parution en français remonte à 1980.

## Contexte
Écrite en juillet 1934, la nouvelle parait en août de la même année dans une revue de l'émigration russe à Paris. Selon la comptabilité de Nabokov, la nouvelle lui rapporte 34,19 Reichsmarks. L'écrivain travaille alors à la Vie de Tchernychevski et commence à rédiger Invitation au supplice.

## Résumé
Le personnage principal de cette brève nouvelle s'appelle Olga. Mis à part le fait qu'il s'agisse d'une jeune femme, l'héroïne est un peu l'alter ego de l'auteur : née en 1900, dans une riche famille noble de Saint-Pétersbourg, elle parle français. Elle quitte sa Russie natale et part en exil au printemps 1919, après la Révolution russe. Elle vit à Berlin.
D'une très grande beauté depuis sa plus tendre enfance, la jeune fille vit d'abord une vie assez insouciante à Pétersbourg puis dans son exil berlinois : « Son enfance se déroula dans une atmosphère, de fête, de confiance et de gaité comme le voulait la coutume de notre pays depuis les temps anciens. »
Olga connaît ensuite un destin « conforme au style de la période » : mort de son frère, de sa mère, puis de son père. Son milieu se délite peu à peu. Malgré sa beauté intacte, elle vit dans la solitude et le dénuement, et s'aigrit peu à peu.
Un jour de 1926, elle rencontre Vera, une ancienne amie qui, visiblement, ne connaît pas les mêmes soucis financiers qu'elle. Aussitôt, Vera l'invite à passer l'été chez elle. Là, séjourne également « un Allemand russifié du nom de Forstmann, un veuf athlétique et à l'aise, auteur de livres sur la chasse », qui lui fait discrètement la cour. Une cour à laquelle Vera est parfaitement insensible.
Un petit matin, elle croise Forstmann sur le perron, il la demande en mariage. Ce que la jeune femme accepte, apparemment sans joie. L'année suivante, elle meurt en couches.
Et Nabokov conclut : « C'est tout. Bien sûr, il y a peut-être une suite, mais je n'en ai pas eu connaissance. [...] »